# Bror Jakob Ramsay
Bror Jakob Ramsay, född 16 september 1802 i Göteborg, död 15 december 1873 i Mariestad, var en svensk militär och kammarherre.

## Biografi
Ramsay blev kadett vid Krigsakademien på Karlberg 1818 och utexaminerades därifrån på våren 1820. Under hösten 1820 utnämndes han till kvartermästare vid livregementets husarkår samt en månad senare till kornett. Under hösten 1821 utnämns han till adjutant vid livregementets husarkår. Han fick avsked från sin tjänst 1826 med tillstånd att kvarstå såsom löjtnant i armén. Han blev kammarherre 1830 och fick definitivt avsked från armén 1835. Han tilldelades Nordstjärneorden 1861.
Han var son till överstelöjtnanten Carl Henrik Ramsay och Maria Catharina Ström (1763-1822) samt från 1825 gift med majoren, greve Per Adolf Kallings dotter grevinnan Eva Catharina Charlotta Kalling (1805-1865). Makarna fick sex barn.